# Baby Chaos
 (avril 2025).
Motif : Une source
- Archive Wikiwix
- Bing
- Cairn
- DuckDuckGo
- E. Universalis
- Gallica
- Google
- G. Books
- G. News
- G. Scholar
- Persée
- Qwant
- (zh) Baidu
- (ru) Yandex
- (wd) trouver des œuvres sur Wikidata

| 1. | Préciser le motif de la pose du bandeau. | Précisez le motif de la pose du bandeau en utilisant la syntaxe suivante : {{admissibilité à vérifier\|date=avril 2025\|motif=remplacez ce texte par le motif}}                 |
| 2. | Informer les utilisateurs concernés.     | Pensez à avertir le créateur de l'article, par exemple, en insérant le code ci-dessous sur sa page de discussion : {{subst:avertissement admissibilité à vérifier\|Baby Chaos}} |

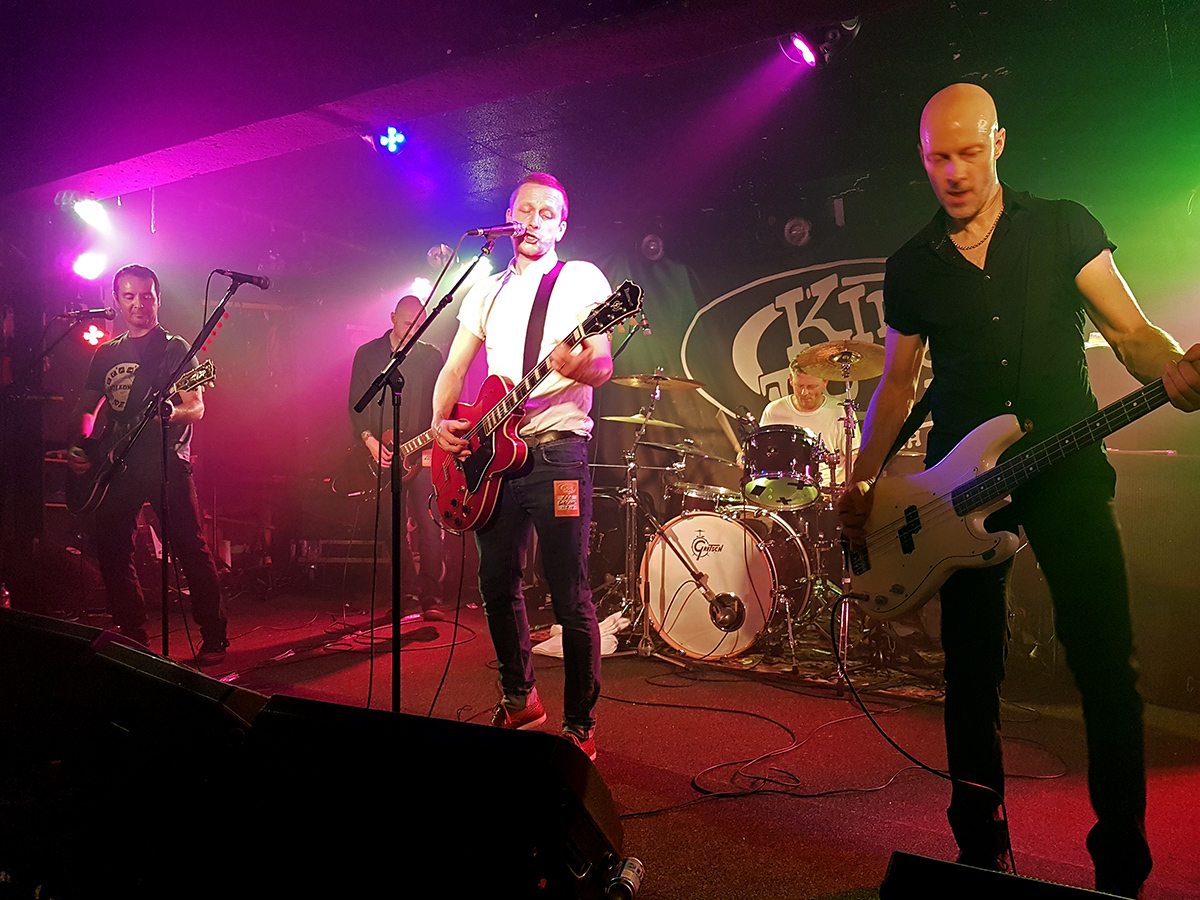
Baby Chaos en concert à Glasgow en 2017.

Baby Chaos est un groupe de rock britannique, originaire d'Écosse.
Formé en 1993, le groupe a changé de nom en 1998 pour s'appeler Deckard, nom sous lequel on trouve deux albums, dont le dernier auto-produit. 
Puis le chanteur lance un projet electro-rock sous le nom "Union Of Knives" et sort un album intitulé "Violence & Birdsongs".
Le groupe se reforme en 2012 et sort un nouvel album en avril 2015.

## Discographie (albums)
- 1994 - Safe sex, designer drugs & the death of rock n' roll (East West)
- 1996 - Love Your Self Abuse (East West)
- 2015 - Skulls, Skulls, Skulls, Show Me The Glory (Three Hands Records)
- 2020 - Ape Confronts Cosmos

(Deckard)
- 2000 - Stereodreamscene
- 2004 - Dreams of dynamite and divinity.

(Union Of Knives)
- 2007 - Violence & Birdsongs